# Usquert vasútállomás
Usquert vasútállomás vasútállomás Hollandiában, Eemsmond községben, Usquert településen.

## Vasútvonalak
Az állomást az alábbi vasútvonalak érintik:
- Sauwerd–Roodeschool-vasútvonal

## Kapcsolódó állomások
A vasútállomáshoz az alábbi állomások vannak a legközelebb:
- Warffum vasútállomás
- Uithuizen vasútállomás